# Calcio agli Island Games 2013 - Torneo femminile
Il torneo di calcio femminile agli Island Games 2013, che si svolse a Bermuda, fu la settima edizione della competizione. I 5 incontri si svolsero tra il 14 ed il 18 luglio 2013 e videro la vittoria finale di Bermuda, unico membro FIFA.
A causa della distanza necessaria per raggiungere la sede dei giochi, solitamente tenuti in Europa, solo tre squadre riuscirono a partecipare al torneo, nessuna delle quali aveva mai vinto una medaglia nel torneo. Fu allora deciso di organizzare un unico girone all'italiana; le ultime due squadre in classifica si sarebbero sfidate per decidere chi avrebbe sfidato la prima in classifica nella finale.

## Partecipanti
- Bermuda
- Groenlandia
- Hitra

## Competizione

### Fase a gruppi
| Squadra     | P.ti | G | V | P | S | GF | GS | DR |
| ----------- | ---- | - | - | - | - | -- | -- | -- |
| Bermuda     | 6    | 2 | 2 | 0 | 0 | 11 | 2  | +9 |
| Groenlandia | 3    | 2 | 1 | 0 | 1 | 5  | 6  | -1 |
| Hitra       | 0    | 2 | 0 | 0 | 2 | 2  | 10 | -8 |

| Hamilton 14 luglio 2013, ore 18:00 | Bermuda   | 5 – 1 referto    | Groenlandia | Bermuda National Stadium |
| \| \| \| \| \| Cheyra Bell 15’ Tschana Wade 52’ Akeyla Furbert 55’ Aaliyah Nolan 63’ Jessica Furtado 76’ \| Marcatori \| Laila Platoú 53’ \| |           |                  |             |                          |
| |           |                  |             |                          |
| Cheyra Bell 15’ Tschana Wade 52’ Akeyla Furbert 55’ Aaliyah Nolan 63’ Jessica Furtado 76’                                                    | Marcatori | Laila Platoú 53’ |             |                          |

| Hamilton 15 luglio 2013, ore 18:00 | Bermuda   | 6 – 1 referto           | Hitra | Bermuda National Stadium |
| \| \| \| \| \| Tschana Wade 18’, 68’ Aaliyah Nolan 29’ Cheyra Bell 39’ Jessica Furtado 55’ Rayni Maybury 74’ \| Marcatori \| Julie Kristoffersen 82’ \| |           |                         |       |                          |
| |           |                         |       |                          |
| Tschana Wade 18’, 68’ Aaliyah Nolan 29’ Cheyra Bell 39’ Jessica Furtado 55’ Rayni Maybury 74’                                                           | Marcatori | Julie Kristoffersen 82’ |       |                          |

| Hamilton 16 luglio 2013, ore 18:00                                                                                          | Hitra     | 1 – 4 referto                                                     | Groenlandia | Bermuda National Stadium |
| \| \| \| \| \| Julie Kristoffersen 26’ \| Marcatori \| Laila Platoú 14’ Lisa Petersen 19’ Birthe Ugpernángitsok 39’, 41’ \| |           |                                                                   |             |                          |
| |           |                                                                   |             |                          |
| Julie Kristoffersen 26’ | Marcatori | Laila Platoú 14’ Lisa Petersen 19’ Birthe Ugpernángitsok 39’, 41’ |             |                          |

### Fase finale

#### Finale 3º-4º posto
| Hamilton 17 luglio 2013, ore 20:00                                                       | Groenlandia | 2 – 1 referto  | Hitra | Bermuda Athletics Association - Goose Gosling Field |
| \| \| \| \| \| Laila Platoú 22’ Arnaq Bourup Egede 27’ \| Marcatori \| Lise Røvik 89’ \| |             |                |       |                                                     |
|                                                                                          |             |                |       |                                                     |
| Laila Platoú 22’ Arnaq Bourup Egede 27’                                                  | Marcatori   | Lise Røvik 89’ |       |                                                     |

### Finale
| 18 luglio 2013, ore 18:00                    | Bermuda              | 0 – 0 referto | Groenlandia | Bermuda National Stadium |
| \| \| \| \| \| \| Tiri di rigore 5 – 4 \| \| |                      |               |             |                          |
|                                              |                      |               |             |                          |
|                                              | Tiri di rigore 5 – 4 |               |             |                          |

## Campione
BERMUDA
(Primo titolo)

### Classifica finale
| Pos | Paese       | Medaglia |
| --- | ----------- | -------- |
| 1   | Bermuda     | Oro      |
| 2   | Groenlandia | Argento  |
| 3   | Hitra       | Bronzo   |